# Herb gminy Zbrosławice

Herb gminy Zbrosławice w latach 1997-2014

Herb gminy Zbrosławice – jeden z symboli gminy Zbrosławice, ustanowiony 24 września 2014.

## Wygląd i symbolika
Herb przedstawia na tarczy w polu złotym, na wzgórzu zielonym, krzew winorośli oplatający zieloną tyczkę, z trzema gronami purpurowymi i trzema liśćmi zielonymi. Z heraldycznie prawej strony tyczki (od góry): liść, grono, liść; z lewej (od góry): grono, liść, grono. Motyw heraldyczny winorośli zaczerpnięto z XIX-wiecznej pieczęci Zbrosławic. Godło to pochodzi prawdopodobnie od winnic, zakładanych we wsi na tzw. Szkolnej Górze.

## Historia
Motyw winnego krzewu znany jest z pieczęci wsi Zbrosławice, przyłożonej na dokumentach z 1849 roku. Inne godło pojawiło się na pieczęci używanej w latach 1928-35 i przedstawiało rajską jabłoń. Na podstawie tej pieczęci opracowano w 1997 herb gminy Zbrosławice, przedstawiający w białym polu wizerunek „rajskiej jabłoni” na zielonej murawie, której pień oplątany jest przez węża. Drzewo było koloru zielonego, jabłka czerwone, wąż złoty.